# Nekrolog 2. Quartal 1988
Nekrolog
◄◄
| ◄
| 1984
| 1985
| 1986
| 1987
| 1988 | 1989 | 1990 | 1991 | 1992 | ► | ►►
1. Quartal |
2. Quartal |
3. Quartal |
4. Quartal 1988
Weitere Ereignisse | Allgemeiner Nekrolog 1988
Die Beschreibung der verstorbenen Person sollte so kurz wie möglich gehalten sein und nur deren signifikante Tätigkeit(en) enthalten.
Neue Namen ggf. auch unter dem Geburts- und Sterbedatum, also etwa unter 1. Januar und im Geburts- und Sterbejahr (2024) eintragen (nur bei entsprechender großer Wichtigkeit). Für Beispiele siehe die schon vorhandenen Artikel.
Außerdem über die fünf zuletzt Verstorbenen, zu denen es einen ausreichend guten Artikel für eine Präsentation auf der Hauptseite gibt, nach der todesbedingten Überarbeitung der Artikel ggf. auch unter Wikipedia Diskussion:Hauptseite informieren und sie am besten auch in den anderen Wikipedia-Sprachversionen eintragen. Tipp: Regelmäßig bei news.google.de nach „ist tot“, „gestorben“ oder „verstorben“ suchen.
Wenn eine Person gestorben ist, gibt es viele Seiten zu dieser Person in der Wikipedia, die davon auch betroffen sind und entsprechend aktualisiert werden müssen. Beispiele: Namenübersichtsseite, Geburtsjahr, Geburtsort-Seiten und viele mehr.
Wie finde ich die betroffenen Seiten?
Im Suchfeld auf der linken Seite gibt man den Suchbegriff so ein: „Vorname Nachname“. Dann klickt man auf Volltext und alle Seiten mit entsprechendem Suchtext werden aufgerufen. Hier sieht man dann schnell, wo auch das Todesjahr Sinn macht oder sogar ein Teil des Artikels angepasst werden muss. Auch hilft das „Werkzeug“ auf der linken Seite sehr gut, um solche Seiten aufzufinden: „Links auf diese Seite“. Somit ist die Wikipedia wieder aktuell in allen Bereichen! Hinweis: bei Eintragung der Kategorie „Gestorben JAHR“ wird der Missbrauchsfilter 49 ausgelöst, was jedoch nicht schlimm ist. Siehe: Spezial:Missbrauchsfilter/49
Dies ist eine Liste von im zweiten Quartal 1988 verstorbenen bekannten Persönlichkeiten. Die Einträge erfolgen innerhalb der einzelnen Daten alphabetisch sortiert. Tiere sind im Nekrolog für Tiere zu finden.

## April
| Tag       | Name                                 | Beruf, bekannt als                                                                                              | Alter | Beleg |
| --------- | ------------------------------------ | --- | ----- | ----- |
| 1. April  | Đào Duy Anh                          | vietnamesischer Historiker und Journalist                                                                       | 83    |       |
| 1. April  | Alois Drexler                        | deutscher Politiker (CSU), Mitglied der Verfassunggebenden Landesversammlung in Bayern und Bürgermeister        | 75    |       |
| 1. April  | Manuel Conrad Elmer                  | US-amerikanischer Soziologe und Hochschullehrer                                                                 | 101   |       |
| 1. April  | Nell Jackson                         | US-amerikanische Sprinterin                                                                                     | 58    |       |
| 1. April  | Doris Schachner                      | deutsche Mineralogin und Ehrensenatorin der RWTH Aachen                                                         | 83    |       |
| 1. April  | Rudolf Schottlaender                 | deutscher Philosoph, Philologe und Übersetzer                                                                   | 87    |       |
| 1. April  | Tsuruta Tomoya                       | japanischer Schriftsteller                                                                                      | 86    |       |
| 2. April  | Jenő Barcsay                         | ungarischer Maler                                                                                               | 88    |       |
| 2. April  | Christel Neusüß                      | deutsche politische Ökonomin und Hochschullehrerin                                                              | 50    |       |
| 2. April  | Onar Onarheim                        | norwegischer Wirtschaftsfunktionär und Politiker                                                                | 77    |       |
| 2. April  | Wladimir Ananjewitsch Peskin         | russischer Musiker und Komponist                                                                                | 81    |       |
| 2. April  | Anthony Pelissier                    | britischer Theaterschauspieler, Drehbuchautor, Film- und Fernsehregisseur, Dokumentarfilmer und Fernsehprodu... | 75    |       |
| 2. April  | André Polak                          | belgischer Architekt                                                                                            | 74    |       |
| 2. April  | Vernon Wallace Thomson               | US-amerikanischer Politiker                                                                                     | 82    |       |
| 3. April  | Milton Caniff                        | US-amerikanischer Comiczeichner und -autor                                                                      | 81    |       |
| 3. April  | Hermann Feusi                        | Schweizer Politiker (FDP)                                                                                       | 81    |       |
| 3. April  | Fritz Hilbert                        | deutscher Maler                                                                                                 | 81    |       |
| 3. April  | Wolfgang Hinze                       | deutscher Maschinenbauingenieur und Hochschullehrer                                                             | 66    |       |
| 3. April  | Dieter Mauritz                       | deutscher Tischtennisspieler                                                                                    | 69    |       |
| 3. April  | Willy Schreier                       | deutscher Politiker, Bürgermeister von Idstein (1948–1973)                                                      | 81    |       |
| 3. April  | Martin Wagenschein                   | deutscher Physiker und Fachdidaktiker                                                                           | 91    |       |
| 4. April  | Jimmy Berg                           | austroamerikanischer Komponist und Textdichter                                                                  | 78    |       |
| 4. April  | Camilla Birke                        | österreichische Textilkünstlerin und Kunstgewerblerin                                                           | 82    |       |
| 4. April  | Kai Ewans                            | dänisch-amerikanischer Jazzmusiker                                                                              | 81    |       |
| 4. April  | Eric A. Havelock                     | kanadischer Klassischer Philologe und Medientheoretiker                                                         | 84    |       |
| 4. April  | Herbert Heinicke                     | deutscher Schachspieler                                                                                         | 83    |       |
| 4. April  | Arnold Huggler                       | Schweizer Bildhauer                                                                                             | 94    |       |
| 4. April  | Allen F. Kingman                     | US-amerikanischer Offizier, Brigadegeneral der US-Army                                                          | 94    |       |
| 4. April  | Richard Kirn                         | saarländischer Politiker (SPS)                                                                                  | 85    |       |
| 4. April  | Rita Reiners                         | deutsche Schriftstellerin                                                                                       | 77    |       |
| 4. April  | Carl Frederic Schmidt                | US-amerikanischer Pharmakologe                                                                                  | 94    |       |
| 5. April  | Alf Kjellin                          | schwedischer Filmregisseur                                                                                      | 68    |       |
| 5. April  | Wilhelm Kühnelt                      | österreichischer Zoologe, Ökologe und Umweltschützer                                                            | 82    |       |
| 5. April  | Elizabeth Linington                  | US-amerikanische Krimischriftstellerin                                                                          | 67    |       |
| 5. April  | Gustav Müller                        | deutscher Provinzialrömischer Archäologe                                                                        | 66    |       |
| 5. April  | Alan Shorter                         | US-amerikanischer Jazz-Trompeter                                                                                | 55    |       |
| 5. April  | Rudolf Wunderlich                    | deutscher Politiker (KPD) und Antifaschist                                                                      | 76    |       |
| 6. April  | Ferdinand Chaloupek                  | österreichischer Lehrer und Politiker (SPÖ), Abgeordneter zum Nationalrat                                       | 87    |       |
| 6. April  | John Clements                        | britischer Schauspieler                                                                                         | 77    |       |
| 6. April  | Jean Van der Heyden                  | niederländischer römisch-katholischer Ordensgeistlicher, Apostolischer Präfekt von Kenge                        | 87    |       |
| 6. April  | Leroy Kirkland                       | US-amerikanischer R&B- und Jazzmusiker, Arrangeur und Songwriter                                                | 82    |       |
| 6. April  | Jakob Krauss                         | deutscher Politiker (CDU), MdL (Baden-Württemberg), Schneidermeister                                            | 92    |       |
| 6. April  | Jean Muno                            | belgischer Schriftsteller französischer Sprache                                                                 | 64    |       |
| 6. April  | Ernst Ludwig Uray                    | österreichischer Komponist                                                                                      | 81    |       |
| 7. April  | Cesar Bresgen                        | österreichischer Komponist                                                                                      | 74    |       |
| 7. April  | Joseph Gantner                       | Schweizer Kunsthistoriker, Verleger, Redakteur und Autor                                                        | 91    |       |
| 7. April  | Giovanni Gotti                       | italienischer Radrennfahrer                                                                                     | 75    |       |
| 7. April  | Werner Günther                       | Schweizer Germanist und Hochschullehrer                                                                         | 89    |       |
| 7. April  | André Guex                           | Schweizer Schriftsteller                                                                                        | 83    |       |
| 7. April  | Aira Kaal                            | estnische Schriftstellerin                                                                                      | 76    |       |
| 7. April  | Piet Kooyman                         | niederländischer Radrennfahrer                                                                                  | 58    |       |
| 7. April  | Johann Kraker                        | österreichischer Politiker (ÖVP), Mitglied des Bundesrates                                                      | 79    |       |
| 7. April  | Janina Ruszczyc                      | polnische Kunsthistorikerin                                                                                     | 73    |       |
| 7. April  | Lydie Schmit                         | luxemburgische Politikerin (LSAP), Mitglied der Chambre, MdEP                                                   | 49    |       |
| 8. April  | Camiel Dekuysscher                   | belgischer Radrennfahrer                                                                                        | 71    |       |
| 8. April  | Barbara Klünder                      | deutsche Malerin und Keramikerin                                                                                | 68    |       |
| 8. April  | Ita Maximowna                        | russisch-deutsche Bühnenbildnerin, Kostümbildnerin und Illustratorin                                            | 86    |       |
| 8. April  | Walentina Michailowna Sorogoschskaja | sowjetische Film- und Theater-Schauspielerin                                                                    | 75    |       |
| 9. April  | Brook Benton                         | US-amerikanischer R&B-Sänger und Songschreiber                                                                  | 56    |       |
| 9. April  | Hans Berndt                          | deutscher Fußballspieler                                                                                        | 74    |       |
| 9. April  | John Herman Dent                     | US-amerikanischer Politiker                                                                                     | 80    |       |
| 9. April  | Jacques Faure                        | französischer Skisportler und Offizier                                                                          | 84    |       |
| 9. April  | Tamiya Torahiko                      | japanischer Schriftsteller                                                                                      | 76    |       |
| 10. April | Rudolf Beer                          | tschechoslowakischer Lehrer und deutscher SS-Obersturmführer                                                    | 77    |       |
| 10. April | Teóphilo Bettencourt Pereira         | brasilianischer Fußballspieler                                                                                  | 87    |       |
| 10. April | Anthony Hitchen                      | britischer römisch-katholischer Geistlicher und Weihbischof in Liverpool                                        | 57    |       |
| 10. April | Ewald Rudolfowitsch Mustel           | sowjetischer Astrophysiker und Astronom                                                                         | 76    |       |
| 10. April | Annie Hutton Numbers                 | schottische Mathematikerin und Chemikerin                                                                       | 91    |       |
| 10. April | Heinrich Reister                     | deutscher Verbandsfunktionär im Königreich Jugoslawien, deutschsprachiger Autor und Lehrer                      | 75    |       |
| 10. April | Kuwabara Takeo                       | japanischer Literaturwissenschaftler und Übersetzer                                                             | 83    |       |
| 10. April | Sugiura Shigeo                       | japanischer Schwimmer                                                                                           | 70    |       |
| 11. April | Javier Alfonso y Hernán              | spanischer Pianist, Komponist und Musikpädagoge                                                                 | 84    |       |
| 11. April | Erich Butzke                         | deutscher Diplomat, Botschafter der DDR                                                                         | 67    |       |
| 11. April | Ithell Colquhoun                     | englische Malerin, Dichterin und Alchemistin                                                                    | 81    |       |
| 11. April | James Domengeaux                     | US-amerikanischer Politiker                                                                                     | 81    |       |
| 11. April | Jeff Donnell                         | US-amerikanische Filmschauspielerin                                                                             | 66    |       |
| 11. April | Ernst Ermert                         | deutscher Politiker, MdL, Ratskommissar von Duisburg                                                            | 70    |       |
| 11. April | Wolfram Fiedler                      | deutscher Rennrodelsportler, Weltmeister (1975)                                                                 | 36    |       |
| 11. April | Walter Hauptmann                     | deutscher Politiker (DP, GDP, FDP), MdBB                                                                        | 78    |       |
| 11. April | Annemarie Jürgens                    | argentinisch-deutsche Schauspielerin und Sopranistin                                                            | 77    |       |
| 11. April | Dirk Nijs                            | niederländischer Fußballschiedsrichter                                                                          | 82    |       |
| 11. April | Walter Prescher van Ed               | deutscher Maler                                                                                                 | 72    |       |
| 11. April | Albert Sanneck                       | deutscher Politiker (KPD), MdHB und Gewerkschafter                                                              | 87    |       |
| 11. April | Martin Schäfer                       | deutscher Kameramann                                                                                            | 44    |       |
| 12. April | August Albrecht                      | Schweizer Politiker (CVP)                                                                                       | 80    |       |
| 12. April | Colette Deréal                       | französische Sängerin und Schauspielerin                                                                        | 60    |       |
| 12. April | Hamaguchi Miho                       | japanische Architektin                                                                                          | 73    |       |
| 12. April | Helmut Kahlhöfer                     | deutscher Kirchenmusiker                                                                                        | 73    |       |
| 12. April | Hans-Jürg von Kalckreuth             | deutscher Generalmajor der Bundeswehr                                                                           | 72    |       |
| 12. April | Hartmann Lauterbacher                | österreichischer Politiker (NSDAP), MdR, Obergebietsführer der Hitler-Jugend, NSDAP-Gauleiter                   | 78    |       |
| 12. April | Josef März                           | deutscher Fleischunternehmer, Gründer von Marox                                                                 | 62    |       |
| 12. April | Cola Minis                           | niederländischer Germanist und Mediävist                                                                        | 75    |       |
| 12. April | Alan Paton                           | südafrikanischer Schriftsteller, Politiker und Apartheid-Gegner                                                 | 85    |       |
| 12. April | Helmuth von Wedelstädt               | deutscher Rechtsanwalt und Politiker (NSDAP, FDP), Landeshauptmann der Provinz Ostpreußen (1936–1941)           | 85    |       |
| 12. April | Federico Wolff                       | deutsch-uruguayischer Schauspieler und Theaterregisseur                                                         | 61    |       |
| 13. April | Pawel Nikolajewitsch Cholopow        | russischer Astronom und Hochschullehrer                                                                         | 65    |       |
| 13. April | Karl Keim                            | deutscher Widerstandskämpfer                                                                                    | 88    |       |
| 13. April | Vinzenz Kotzina                      | österreichischer Politiker (ÖVP), Abgeordneter zum Nationalrat                                                  | 80    |       |
| 13. April | Max Mengeringhausen                  | deutscher Ingenieur                                                                                             | 84    |       |
| 13. April | Carl Schmid                          | Schweizer Ingenieur                                                                                             | 93    |       |
| 13. April | Erich Schütz                         | deutscher Physiologe und Hochschullehrer                                                                        | 85    |       |
| 13. April | Sekino Jun’ichirō                    | japanischer Maler                                                                                               | 73    |       |
| 13. April | Sigurd Sollid                        | norwegischer Skispringer                                                                                        | 74    |       |
| 13. April | Leo Zeff                             | US-amerikanischer Psychologe und Psychotherapeut                                                                | 75    |       |
| 14. April | S. H. Barnett                        | US-amerikanischer Drehbuchautor                                                                                 | 79    |       |
| 14. April | Hans Eppens                          | Schweizer Maler, Grafiker und Zeichner                                                                          | 82    |       |
| 14. April | Daniel Guérin                        | französischer Anarchist und Autor                                                                               | 83    |       |
| 14. April | Richard M. Haff                      | US-amerikanischer Ingenieur und technischer Entwickler                                                          | 73    |       |
| 14. April | Oscar Hanke                          | deutscher Landrat                                                                                               | 94    |       |
| 14. April | Anton Mahnig                         | österreichischer Jurist und Richter                                                                             | 89    |       |
| 14. April | Pony Poindexter                      | US-amerikanischer Jazzsaxophonist und -klarinettist                                                             | 62    |       |
| 14. April | Erich Rajakowitsch                   | österreichischer Jurist und SS-Obersturmführer                                                                  | 82    |       |
| 14. April | Fritz Schuster                       | deutscher Politiker (DPS, CDU), MdL                                                                             | 71    |       |
| 14. April | John Stonehouse                      | britischer Politiker, Mitglied des House of Commons und Staatssekretär                                          | 61    |       |
| 15. April | George E. Mylonas                    | US-amerikanischer Klassischer Archäologe                                                                        | 89    |       |
| 15. April | Adolf Schröppel                      | deutscher Apotheker, botanischer Sammler und Heimatforscher                                                     | 81    |       |
| 15. April | Jürg Stuker                          | Schweizer Kunsthändler                                                                                          | 73    |       |
| 15. April | Kenneth Williams                     | britischer Schauspieler und Komiker                                                                             | 62    |       |
| 15. April | Robert H. York                       | US-amerikanischer Offizier, Generalleutnant der US-Army                                                         | 74    |       |
| 16. April | John d’Arcy Anderson                 | britischer General                                                                                              | 79    |       |
| 16. April | Binia Bill                           | Schweizer Fotografin und Musikerin                                                                              | 83    |       |
| 16. April | José Dolhem                          | französischer Automobilrennfahrer                                                                               | 43    |       |
| 16. April | Toni van Eyck                        | deutsche Schauspielerin                                                                                         | 77    |       |
| 16. April | Friedrich Lorent                     | deutscher Hauptwirtschaftsleiter der nationalsozialistischen „Euthanasie“-Aktion T4                             | 83    |       |
| 16. April | Chalil al-Wazir                      | palästinensischer Politiker und stellvertretender Chef der PLO                                                  | 52    |       |
| 16. April | Otto Zeiller                         | österreichischer Maler und Grafiker                                                                             | 74    |       |
| 17. April | Peter Beckert                        | deutscher Puppenspieler, Puppengestalter, Autor und Theaterregisseur                                            | 61    |       |
| 17. April | Gustav Drevs                         | deutscher Politiker, MdL                                                                                        | 81    |       |
| 17. April | Albert Fennell                       | britischer Film- und Fernsehproduzent und Drehbuchautor                                                         | 68    |       |
| 17. April | Paul L. Freeman, Jr.                 | US-amerikanischer General                                                                                       | 80    |       |
| 17. April | Toni Frissell                        | US-amerikanische Fotografin                                                                                     | 81    |       |
| 17. April | Anthony Gaggi                        | US-amerikanischer Gangster                                                                                      | 62    |       |
| 17. April | Alexander Petrowitsch Kusjakin       | sowjetischer Mammaloge und Zoologe                                                                              | 73    |       |
| 17. April | Felicity Lane-Fox, Baroness Lane-Fox | britische Politikerin (Conservative Party)                                                                      | 69    |       |
| 17. April | Patrick Mphephu                      | erster Präsident des Homelands Venda                                                                            |       |       |
| 17. April | Louise Nevelson                      | US-amerikanische Malerin und Bildhauerin                                                                        | 88    |       |
| 17. April | Eva Novak                            | US-amerikanische Schauspielerin                                                                                 | 90    |       |
| 17. April | Otto Pächt                           | österreichischer Kunsthistoriker                                                                                | 85    |       |
| 17. April | Ernst Schlichting                    | deutscher Agrarwissenschaftler                                                                                  | 65    |       |
| 17. April | Hans K. Wehren                       | deutscher Schriftsteller                                                                                        | 67    |       |
| 17. April | George Dale Williams                 | US-amerikanischer Pianist, Komponist und Arrangeur                                                              | 70    |       |
| 18. April | Camille Cottin                       | französischer Fußballspieler und -trainer                                                                       | 78    |       |
| 18. April | Pierre Desproges                     | französischer Humorist, Autor und Fernseh-Kabarettist                                                           | 48    |       |
| 18. April | Lawrence E. Imhoff                   | US-amerikanischer Politiker (Demokratische Partei)                                                              | 92    |       |
| 18. April | Wolodymyr Martynenko                 | sowjetischer Botschafter, Außenminister der Ukrainischen SSR (1980–1984)                                        | 64    |       |
| 18. April | Antonín Puč                          | tschechoslowakischer Fußballspieler und -trainer                                                                | 80    |       |
| 18. April | Oktay Rifat                          | türkischer Jurist und Schriftsteller                                                                            | 73    |       |
| 18. April | Paula Roth                           | Schweizer Gastwirtin                                                                                            | 69    |       |
| 18. April | Karl Schulz                          | deutscher Kriminalbeamter                                                                                       | 79    |       |
| 18. April | Herbert Siegfried                    | deutscher Botschafter                                                                                           | 86    |       |
| 19. April | Hermann Berg                         | deutscher katholischer Theologe                                                                                 | 77    |       |
| 19. April | Rafael Calvo Serer                   | spanischer Autor, Hochschullehrer und Herausgeber                                                               | 71    |       |
| 19. April | Johann Chaloupek                     | österreichischer Genossenschafter                                                                               | 86    |       |
| 19. April | Gerhard van Haaren                   | deutscher Gewerkschafter                                                                                        | 61    |       |
| 19. April | Kilian Knörl                         | deutscher römisch-katholischer Ordensmann, Missionar und Märtyrer                                               | 58    |       |
| 19. April | Jonasz Kofta                         | polnischer Liedermacher und Dichter                                                                             | 45    |       |
| 19. April | Kwon Ki-ok                           | koreanische Pilotin                                                                                             | 87    |       |
| 19. April | Lotte Lemke                          | deutsche Fürsorgerin                                                                                            | 85    |       |
| 19. April | Emil Mehr                            | Schweizer Maler, Zeichner, Mosaizist und Kunstpädagoge                                                          | 78    |       |
| 19. April | Clifton G. Parker                    | US-amerikanischer Jurist und Politiker                                                                          | 81    |       |
| 19. April | Arnold Rubin                         | US-amerikanischer Kunsthistoriker und Hochschullehrer                                                           | 50    |       |
| 19. April | James Wallington                     | US-amerikanischer Boxer                                                                                         | 43    |       |
| 20. April | Roger Cloud                          | US-amerikanischer Politiker                                                                                     | 78    |       |
| 20. April | Lodewijk Antoon Jansen               | belgischer Ordensgeistlicher und römisch-katholischer Bischof von Isangi                                        | 68    |       |
| 20. April | Herbert Pansi                        | österreichischer Gewerkschafter und Politiker (SPÖ), Mitglied des Bundesrates                                   | 68    |       |
| 21. April | Fritz Bartholdt                      | deutscher Schauspieler                                                                                          | 67    |       |
| 21. April | Lina Beck-Meyenberger                | Schweizer Frauenrechtlerin und Lehrerin                                                                         | 95    |       |
| 21. April | I. A. L. Diamond                     | US-amerikanischer Drehbuchautor                                                                                 | 67    |       |
| 21. April | Frank Glass                          | britisch-südafrikanischer Kommunist bzw. Trotzkist                                                              | 87    |       |
| 21. April | Uwe Lummitsch                        | deutscher Dichter                                                                                               | 32    |       |
| 21. April | Hans Röhrich                         | deutscher Chirurg und Universitätsdozent                                                                        | 88    |       |
| 21. April | Paul Steinitz                        | britischer Organist und Dirigent                                                                                | 78    |       |
| 21. April | János Szilágyi                       | ungarischer Provinzialrömischer Archäologe                                                                      | 80    |       |
| 22. April | Gerhard Kloos                        | deutscher Psychiater und NS-Euthanasietäter                                                                     | 81    |       |
| 22. April | Ulrich Leman                         | deutscher Maler                                                                                                 | 102   |       |
| 22. April | Charles Melvin Price                 | US-amerikanischer Politiker                                                                                     | 83    |       |
| 22. April | Irene Rich                           | US-amerikanische Film- und Theaterschauspielerin                                                                | 96    |       |
| 22. April | Louise Stomps                        | deutsche Bildhauerin und Zeichnerin                                                                             | 87    |       |
| 22. April | Tchicaya U Tam’si                    | kongolesischer Schriftsteller                                                                                   | 56    |       |
| 22. April | Ernst Telschow                       | deutscher Chemiker, Generalsekretär der Kaiser-Wilhelm-Gesellschaft und der Max-Planck-Gesellschaft             | 98    |       |
| 22. April | Harry Walther                        | deutscher Schauspieler, Bühnenautor, Regisseur und Intendant                                                    |       |       |
| 23. April | Axel Grönberg                        | schwedischer Ringer                                                                                             | 69    |       |
| 23. April | Ernest Hubert                        | Schweizer Maler                                                                                                 | 88    |       |
| 23. April | Karl Leonhard                        | deutscher Psychiater                                                                                            | 84    |       |
| 23. April | Arthur Michael Ramsey                | britischer Geistlicher, Erzbischof von Canterbury                                                               | 83    |       |
| 23. April | Adolf Rubi                           | Schweizer Bergführer und Skisportler                                                                            | 83    |       |
| 24. April | Michel Attenoux                      | französischer Jazzmusiker und Bandleader                                                                        | 57    |       |
| 24. April | Johannes Larink                      | deutscher Astronom                                                                                              | 94    |       |
| 24. April | Forest Rye                           | US-amerikanischer Country-Sänger                                                                                | 77    |       |
| 25. April | René Cardona senior                  | mexikanischer Filmregisseur, Filmschauspieler, Filmproduzent, Drehbuchautor und Filmredakteur                   | 82    |       |
| 25. April | Lygia Clark                          | brasilianische Malerin, Bildhauerin und Installationskünstlerin                                                 | 67    |       |
| 25. April | Carolyn Franklin                     | US-amerikanische Soulsängerin und Songwriterin                                                                  | 43    |       |
| 25. April | Erik Hysén                           | schwedischer Fußballspieler                                                                                     | 81    |       |
| 25. April | Ken Jones                            | britischer Dirigent und Komponist                                                                               | 60    |       |
| 25. April | Ferenc Pataki                        | ungarischer Turner                                                                                              | 70    |       |
| 25. April | Wayne Schell                         | US-amerikanischer Badmintonspieler                                                                              | 80    |       |
| 25. April | Clifford D. Simak                    | US-amerikanischer Journalist und Autor                                                                          | 83    |       |
| 26. April | Fritz-Karl Bartnig                   | deutscher Politiker, CDU-Bezirksvorsitzender Leipzig                                                            | 62    |       |
| 26. April | Erwin Beck                           | deutscher Politiker, MdA und Widerstandskämpfer                                                                 | 77    |       |
| 26. April | Guillermo Haro                       | mexikanischer Astronom                                                                                          | 75    |       |
| 26. April | Valerie Solanas                      | US-amerikanische Schriftstellerin                                                                               | 52    |       |
| 26. April | Bennett M. Stewart                   | US-amerikanischer Politiker                                                                                     | 75    |       |
| 26. April | Arbee Stidham                        | US-amerikanischer Blues-Musiker                                                                                 | 71    |       |
| 26. April | Bertold Suhner                       | Schweizer Unternehmer                                                                                           | 77    |       |
| 26. April | Eugen Ulmer                          | deutscher Rechtswissenschaftler                                                                                 | 84    |       |
| 27. April | Helene Thomas Bennett                | US-amerikanische Bakteriologin und Geschäftsfrau                                                                | 86    |       |
| 27. April | Waleri Alexejewitsch Legassow        | russischer Chemiker                                                                                             | 51    |       |
| 27. April | Olaf Wieghorst                       | US-amerikanischer Maler                                                                                         | 88    |       |
| 28. April | Hagop Agopjan                        | irakischer Guerrilero                                                                                           |       |       |
| 28. April | Donald Joyce Borror                  | US-amerikanischer Entomologe, Bioakustiker und Ornithologe                                                      | 80    |       |
| 28. April | Fenner Brockway, Baron Brockway      | britischer Journalist und Politiker, Mitglied des House of Commons                                              | 99    |       |
| 28. April | Michael Grumley                      | US-amerikanischer Autor                                                                                         | 45    |       |
| 28. April | Heinrich Hallbauer                   | deutscher Jurist                                                                                                | 82    |       |
| 28. April | Gerd Martienzen                      | deutscher Schauspieler und Synchronsprecher                                                                     | 70    |       |
| 28. April | Edward H. Reichard                   | US-amerikanischer Film- und Tontechniker                                                                        | 76    |       |
| 29. April | Hans Bierschenk                      | deutscher Offizier (NVA), Direktor des Deutschen Armeemuseum                                                    | 65    |       |
| 29. April | Andrew Cruickshank                   | britischer Schauspieler                                                                                         | 80    |       |
| 29. April | Olavi Honka                          | finnischer Jurist und Präsidentschaftskandidat                                                                  | 94    |       |
| 29. April | Jan Kapr                             | tschechischer Komponist                                                                                         | 74    |       |
| 29. April | Irving Kolodin                       | US-amerikanischer Musikkritiker und Musikhistoriker                                                             | 80    |       |
| 29. April | Walter Ludewig                       | deutscher Ingenieur und Manager                                                                                 | 81    |       |
| 29. April | James McCracken                      | US-amerikanischer Tenor                                                                                         | 61    |       |
| 29. April | Kurt Nehring                         | deutscher Agrikulturchemiker                                                                                    | 89    |       |
| 29. April | Jakob Tuggener                       | Schweizer Fotograf                                                                                              | 84    |       |
| 30. April | Wacław Geiger                        | polnischer Komponist, Dirigent und Musikpädagoge                                                                | 80    |       |
| 30. April | Johanna Haarer                       | österreichisch-deutsche NS-Erziehungsideologin                                                                  | 87    |       |
| 30. April | Lola Hoffmann                        | chilenische Medizinerin, Physiologin und Psychiaterin                                                           | 84    |       |
| 30. April | Hellmut Riegraf                      | deutscher Politiker (KPD), Widerstandskämpfer gegen den Nationalsozialismus                                     | 79    |       |
| 30. April | Franz Rost                           | deutscher Mineraloge und Hochschullehrer                                                                        | 76    |       |
| 30. April | Alex Sanders                         | britischer Mitbegründer der Wicca-Religion                                                                      | 61    |       |
| April     | Alabama Junior Pettis                | US-amerikanischer Bluesgitarrist                                                                                |       |       |

## Mai
| Tag      | Name                                     | Beruf, bekannt als                                                                                | Alter | Beleg |
| -------- | ---------------------------------------- | ------------------------------------------------------------------------------------------------- | ----- | ----- |
| 1. Mai   | Stanisław Borysowski                     | polnischer Maler, Grafiker und Zeichner                                                           | 82    |       |
| 1. Mai   | Hans Brockmann                           | deutscher Chemiker                                                                                | 84    |       |
| 1. Mai   | Heinz Kappes                             | deutscher Publizist, Übersetzer, Pfarrer                                                          | 94    |       |
| 1. Mai   | Ben Lexcen                               | australischer Yachtkonstrukteur und Designer                                                      | 52    |       |
| 1. Mai   | Carl Linder                              | deutscher Bankier                                                                                 | 88    |       |
| 1. Mai   | Louis Maurer                             | Schweizer Fußballspieler und -trainer                                                             | 84    |       |
| 1. Mai   | Johann Nagl                              | österreichischer Politiker (ÖVP), Landtagsabgeordneter                                            | 82    |       |
| 1. Mai   | Erwin Nytz                               | polnischer Fußballspieler                                                                         | 73    |       |
| 1. Mai   | Sawada Seikō                             | japanischer Bildhauer                                                                             | 93    |       |
| 1. Mai   | Paolo Stoppa                             | italienischer Schauspieler                                                                        | 81    |       |
| 1. Mai   | Maria Walter                             | deutsche Politikerin                                                                              | 92    |       |
| 2. Mai   | Anna Danilowna Artobolewskaja            | russische Pianistin und Hochschullehrerin                                                         | 82    |       |
| 2. Mai   | Gerhard Fischer                          | US-amerikanischer Unternehmer deutscher Herkunft. Er war der Erfinder des Metalldetektors         | 89    |       |
| 2. Mai   | Pawel Petrowitsch Kadotschnikow          | russischer Schauspieler                                                                           | 72    |       |
| 2. Mai   | Berthold Koch                            | deutscher Schachspieler                                                                           | 89    |       |
| 2. Mai   | Fritz Koubek                             | österreichischer Politiker (SPÖ), Mitglied des Bundesrates                                        | 86    |       |
| 2. Mai   | Henry Picker                             | deutscher Verwaltungsjurist                                                                       | 76    |       |
| 3. Mai   | Erich Abberger                           | deutscher Generalmajor im 2. Weltkrieg                                                            | 93    |       |
| 3. Mai   | Franz Ackerl                             | österreichischer Geodät                                                                           | 86    |       |
| 3. Mai   | Hans Bönnighausen                        | deutscher Maler und Vagabund                                                                      | 81    |       |
| 3. Mai   | Carl Erhardt                             | britischer Eishockeyspieler, -trainer, -funktionär und -schiedsrichter                            | 91    |       |
| 3. Mai   | Carlos Fernández Casado                  | spanischer Bauingenieur                                                                           | 83    |       |
| 3. Mai   | Konrad Gaiser                            | deutscher Klassischer Philologe                                                                   | 58    |       |
| 3. Mai   | Julia Butler Hansen                      | US-amerikanische Politikerin                                                                      | 80    |       |
| 3. Mai   | Aarre Lauha                              | finnischer Bischof                                                                                | 81    |       |
| 3. Mai   | Fred Miekley                             | deutscher Musikmanager und Filmproduzent                                                          |       |       |
| 3. Mai   | Lew Semjonowitsch Pontrjagin             | russischer Mathematiker                                                                           | 79    |       |
| 3. Mai   | Abraham Seidenberg                       | US-amerikanischer Mathematiker                                                                    | 71    |       |
| 4. Mai   | Arthur Bülow                             | deutscher Ministerialbeamter und Rechtswissenschaftler                                            | 86    |       |
| 4. Mai   | Aron Alperin                             | Zeitungsherausgeber und Autor                                                                     | 87    |       |
| 4. Mai   | Stanley William Hayter                   | britischer Maler und Grafiker                                                                     | 86    |       |
| 4. Mai   | Tom Overton                              | US-amerikanischer Tontechniker                                                                    | 58    |       |
| 4. Mai   | Maria Pink                               | deutsche Widerstandskämpferin gegen den Nationalsozialismus                                       | 84    |       |
| 4. Mai   | Curt Reicherdt                           | deutscher Fußballspieler                                                                          | 79    |       |
| 4. Mai   | Emery Wetzel                             | US-amerikanischer Generalleutnant der US Air Force                                                | 80    |       |
| 5. Mai   | Willi Barth                              | deutscher Widerstandskämpfer gegen den Nationalsozialismus, Politiker und SED-Funktionär          | 88    |       |
| 5. Mai   | Wilhelm Damwerth                         | deutscher Schriftsteller                                                                          | 64    |       |
| 5. Mai   | Billo Frómeta                            | dominikanischer Musiker und Dirigent                                                              | 72    |       |
| 5. Mai   | Jürgen Glaesemer                         | deutscher Kunsthistoriker und Kurator                                                             | 48    |       |
| 5. Mai   | Rudolf Kraus                             | deutscher Maler und Grafiker                                                                      | 80    |       |
| 5. Mai   | Costantino Nivola                        | italienischer Künstler                                                                            | 76    |       |
| 5. Mai   | George Rose                              | britischer Schauspieler                                                                           | 68    |       |
| 5. Mai   | Michael Shaara                           | US-amerikanischer Romanautor                                                                      | 59    |       |
| 5. Mai   | Ferruccio Vignanelli                     | italienischer Organist, Cembalist und Musikpädagoge                                               | 84    |       |
| 6. Mai   | Heinrich Berlin                          | deutscher Ethnologe, Anthropologe und Altamerikanist                                              | 72    |       |
| 6. Mai   | Herbert Block                            | deutsch-US-amerikanischer Ökonom                                                                  | 85    |       |
| 6. Mai   | Gejza Dusík                              | slowakischer Komponist                                                                            | 81    |       |
| 6. Mai   | Ulrich Imboden                           | Schweizer Unternehmer, Politiker, Bergsteiger und Bergführer                                      | 76    |       |
| 6. Mai   | Helene Kreß                              | deutsche Tischtennisspielerin                                                                     | 77    |       |
| 6. Mai   | Hans Popper                              | österreichisch-US-amerikanischer Pathologe, Begründer der Hepatologie                             | 84    |       |
| 6. Mai   | Auguste Wampach                          | luxemburgischer römisch-katholischer Geistlicher und Resistancekämpfer                            | 76    |       |
| 7. Mai   | Herbert Arndt                            | deutscher Jurist und Richter am Bundesgerichtshof (1953–1974)                                     | 82    |       |
| 7. Mai   | Heinz Böhm                               | deutscher Maler, Grafiker und Trickfilmzeichner                                                   | 81    |       |
| 7. Mai   | Gottfried Brandl                         | österreichischer Politiker (ÖVP), Abgeordneter zum Landtag Steiermark, Mitglied des Bundesrates   | 82    |       |
| 7. Mai   | Detlef Bremer                            | deutsches Todesopfer an der innerdeutschen Grenze                                                 | 30    |       |
| 7. Mai   | Edgar Chandler                           | amerikanischer Kongregationsgeistlicher, Militärpfarrer und Aktivist in der Bürgerrechtsbewegung  | 83    |       |
| 7. Mai   | Conny Freundorfer                        | deutscher Tischtennisspieler                                                                      | 51    |       |
| 7. Mai   | Otto Müller-Haccius                      | deutscher Politiker, MdL                                                                          | 92    |       |
| 7. Mai   | Hans Pflüger                             | deutscher Politiker (SED) und OB von Halle an der Saale                                           | 66    |       |
| 7. Mai   | Elly Strassburger                        | deutsch-niederländische Zirkusartistin und Zirkusdirektorin                                       | 78    |       |
| 7. Mai   | Yamamoto Kenkichi                        | japanischer Literaturwissenschaftler                                                              | 81    |       |
| 8. Mai   | Ana Aslan                                | rumänische Ärztin und Gerontologin                                                                | 91    |       |
| 8. Mai   | Otto Adolf Brasse                        | deutscher Maler, Grafiker und Buchillustrator                                                     | 87    |       |
| 8. Mai   | Wilhelm Albert von Brunn                 | deutscher Prähistoriker und Archäologe                                                            | 76    |       |
| 8. Mai   | Bruno Czarnowski                         | deutscher Politiker (NSDAP), MdR                                                                  | 86    |       |
| 8. Mai   | Elisabeth Deuringer                      | deutsche Sängerin                                                                                 | 74    |       |
| 8. Mai   | Kurt Grünebaum                           | deutscher Journalist                                                                              | 78    |       |
| 8. Mai   | Friedrich Haas                           | deutscher Jurist und Politiker                                                                    | 91    |       |
| 8. Mai   | Werner Hilff                             | deutscher Fahrlehrer und Unternehmer                                                              | 76    |       |
| 8. Mai   | Zdeněk Horský                            | tschechischer Historiker und Astronom                                                             | 59    |       |
| 8. Mai   | Nappy Lamare                             | US-amerikanischer Jazzmusiker                                                                     | 80    |       |
| 8. Mai   | Gustav Milkoweit                         | deutscher Politiker (FDP, GB/BHE), MdL                                                            | 79    |       |
| 8. Mai   | Günther Mönch                            | deutscher Physiker                                                                                | 86    |       |
| 8. Mai   | Otto Nitze                               | deutscher Musiker und Komponist                                                                   | 63    |       |
| 8. Mai   | Charles Cecil Pollock                    | US-amerikanischer Maler                                                                           | 85    |       |
| 8. Mai   | Richard Salis                            | deutscher Schriftsteller                                                                          | 57    |       |
| 8. Mai   | Abdel Moneim Wahibi                      | ägyptischer Basketballspieler, -schiedsrichter und Sportfunktionär                                | 76    |       |
| 8. Mai   | Emma Weiß                                | deutsche Politikerin (SED)                                                                        | 85    |       |
| 9. Mai   | Karl Braubach                            | Landtagsabgeordneter (KPD)                                                                        | 85    |       |
| 9. Mai   | Friedrich Dalberg                        | südafrikanischer Opernsänger                                                                      | 81    |       |
| 9. Mai   | Josef Elfinger                           | deutscher Architekt                                                                               | 77    |       |
| 9. Mai   | Robert A. Heinlein                       | US-amerikanischer Science-Fiction-Schriftsteller                                                  | 80    |       |
| 9. Mai   | Willie Moir                              | englischer Fußballspieler                                                                         | 66    |       |
| 9. Mai   | Georg Moser                              | katholischer Bischof von Rottenburg-Stuttgart                                                     | 64    |       |
| 9. Mai   | Johann Stangl                            | deutscher Mykologe                                                                                | 64    |       |
| 10. Mai  | Ciarán Bourke                            | irischer Folk-Musiker                                                                             | 53    |       |
| 10. Mai  | José García Guardiola                    | spanischer Schauspieler                                                                           | 66    |       |
| 10. Mai  | Max Moor                                 | Schweizer Botaniker und Pionier der Schweizer Pflanzensoziologie                                  | 77    |       |
| 10. Mai  | Ion Neacșu                               | rumänischer Fußballspieler                                                                        | 57    |       |
| 10. Mai  | Richard B. Ogilvie                       | US-amerikanischer Politiker, Gouverneur von Illinois                                              | 65    |       |
| 10. Mai  | Hans Schaul                              | deutscher Redakteur und Politiker (KPD, SED)                                                      | 82    |       |
| 10. Mai  | Shen Congwen                             | chinesischer Schriftsteller                                                                       | 85    |       |
| 10. Mai  | Helmut Sontag                            | deutscher Bibliothekar                                                                            | 54    |       |
| 10. Mai  | Joey Sternaman                           | US-amerikanischer American-Football-Spieler und -Trainer                                          | 88    |       |
| 10. Mai  | Josephus Joannes Maria van der Ven       | niederländischer Jurist                                                                           | 80    |       |
| 11. Mai  | Peter Karstedt                           | deutscher Jurist und Bibliothekar                                                                 | 79    |       |
| 11. Mai  | Hans-Georg Lietz                         | deutscher Schriftsteller                                                                          | 59    |       |
| 11. Mai  | Wilhelm Emil Mühlmann                    | deutscher Soziologe und Ethnologe                                                                 | 83    |       |
| 11. Mai  | Kim Philby                               | britischer Doppelagent                                                                            | 76    |       |
| 11. Mai  | Erwin Steinbacher                        | deutscher Jazz- und Unterhaltungsmusiker                                                          | 84    |       |
| 12. Mai  | Paul Osborn                              | US-amerikanischer Dramatiker und Drehbuchautor                                                    | 86    |       |
| 13. März | Cees Groot                               | niederländischer Fußballspieler                                                                   | 55    |       |
| 13. Mai  | Chet Baker                               | US-amerikanischer Jazzmusiker, Sänger und Komponist                                               | 58    |       |
| 13. Mai  | Hans Bendix                              | deutscher Chemiker                                                                                | 79    |       |
| 13. Mai  | John Garrison                            | US-amerikanischer Eishockeyspieler und -trainer                                                   | 79    |       |
| 13. Mai  | Sergei Georgijewitsch Gorschkow          | sowjetischer Admiral                                                                              | 78    |       |
| 13. Mai  | Friedrich Guggenberger                   | deutscher Marineoffizier, U-Bootkommandant im 2. Weltkrieg                                        | 73    |       |
| 13. Mai  | Gunnar Jansson                           | schwedischer Fußballspieler                                                                       | 80    |       |
| 13. Mai  | Nikolai Fjodorowitsch Makarow            | russischer Waffenkonstrukteur                                                                     | 73    |       |
| 13. Mai  | Irene Manton                             | britische Botanikerin                                                                             | 84    |       |
| 14. Mai  | Carlo Castelbarco                        | italienischer Adeliger und Automobilrennfahrer                                                    | 77    |       |
| 14. Mai  | Willem Drees                             | niederländischer Politiker (PvdA, Ministerpräsident 1948–1958)                                    | 101   |       |
| 14. Mai  | Elly Friedmann                           | britisch-israelische Sportpädagogin                                                               | 76    |       |
| 14. Mai  | Herbert Müller-Roschach                  | deutscher Diplomat                                                                                | 78    |       |
| 15. Mai  | Oscar De Fina                            | italienischer Journalist und Filmregisseur                                                        | 70    |       |
| 15. Mai  | Andrew Duggan                            | US-amerikanischer Schauspieler                                                                    | 64    |       |
| 15. Mai  | Franz Fehringer                          | deutscher Opernsänger                                                                             | 77    |       |
| 15. Mai  | Fulvia Franco                            | italienische Schauspielerin                                                                       | 56    |       |
| 15. Mai  | György Garay                             | ungarischer Geiger                                                                                | 78    |       |
| 15. Mai  | Joseph Kronsteiner                       | österreichischer Komponist                                                                        | 78    |       |
| 15. Mai  | Friedrich Kurth                          | deutscher Bauingenieur, Professor für Stahlbau, Rektor der Technischen Hochschule Magdeburg       | 77    |       |
| 15. Mai  | Fritz Löffler                            | deutscher Kunsthistoriker und Literaturwissenschaftler                                            | 88    |       |
| 15. Mai  | Greta Nissen                             | norwegischstämmige amerikanische Film- und Theaterschauspielerin                                  | 82    |       |
| 15. Mai  | Friedel Nowack                           | deutsche Schauspielerin                                                                           | 86    |       |
| 15. Mai  | Georges Posener                          | französischer Ägyptologe                                                                          | 81    |       |
| 15. Mai  | George Sklar                             | US-amerikanischer Dramatiker, Roman- und Drehbuchautor                                            | 79    |       |
| 16. Mai  | Hugo Bergmann                            | deutscher Politiker (KPD, SED) und Funktionär des Kulturbundes der DDR                            | 84    |       |
| 16. Mai  | Serhij Buchalo                           | ukrainisch-sowjetischer Politiker und Doktor der Wirtschaftswissenschaften                        | 81    |       |
| 16. Mai  | Martin Cremer                            | deutscher Bibliothekar                                                                            | 75    |       |
| 16. Mai  | Fritz Fink                               | Lehrer, Stadtschulrat und Autor                                                                   | 90    |       |
| 16. Mai  | Daniel Frankel                           | britischer Politiker                                                                              | 87    |       |
| 16. Mai  | Erna Hamburger                           | deutsch-Schweizer Elektroingenieurin und Hochschullehrerin                                        | 76    |       |
| 16. Mai  | Anatoli Jewstignejewitsch Masljonkin     | sowjetischer Fußballspieler                                                                       | 57    |       |
| 16. Mai  | Ludwig Triem                             | deutscher Politiker, MdL                                                                          | 67    |       |
| 16. Mai  | Heinrich Trimbur                         | deutscher Schauspieler, Theaterregisseur und Autor von Theaterstücken                             | 76    |       |
| 16. Mai  | Friedrich Volz                           | deutscher Politiker, MdL                                                                          | 44    |       |
| 16. Mai  | Hans Warnecke                            | deutscher Gestalter von Schmuck, Lampen und Gerät, Produktgestalter und Hochschullehrer           | 87    |       |
| 17. Mai  | Ludwig Fink                              | deutscher Rechtsanwalt und Kommunalpolitiker                                                      | 85    |       |
| 17. Mai  | Guy Glover                               | kanadischer Filmproduzent                                                                         | 77    |       |
| 17. Mai  | Herbert Hügel                            | deutscher Apotheker und Chefredakteur                                                             | 82    |       |
| 17. Mai  | Isaak Moissejewitsch Jaglom              | russischer Mathematiker                                                                           | 67    |       |
| 17. Mai  | Tadeusz Kacik                            | polnischer Eishockeyspieler                                                                       | 41    |       |
| 17. Mai  | Werner Petersmann                        | deutscher protestantischer Theologe und Vertriebenenpolitiker (NPD)                               | 87    |       |
| 17. Mai  | Franz Thury                              | österreichischer Politiker (ÖVP), Landtagsabgeordneter im Burgenland                              | 78    |       |
| 17. Mai  | Hans Adolf Weidlich                      | deutscher Chemiker, Sachbuchautor zur Philatelie                                                  | 78    |       |
| 17. Mai  | Walentin Andrejewitsch Wenikow           | sowjetischer Elektroingenieur und Hochschullehrer                                                 | 76    |       |
| 18. Mai  | Daws Butler                              | US-amerikanischer Synchronsprecher                                                                | 71    |       |
| 18. Mai  | Donald Sankey Farner                     | US-amerikanischer Ornithologe und Tierphysiologe                                                  | 73    |       |
| 18. Mai  | Anthony Forwood                          | britischer Schauspieler                                                                           | 72    |       |
| 18. Mai  | Christopher Gore                         | US-amerikanischer Drehbuchautor und Liedtexter                                                    | 43    |       |
| 18. Mai  | Alfred Jäger                             | tschechisch-deutscher Mediziner                                                                   | 84    |       |
| 18. Mai  | Daniel Lewis James                       | US-amerikanischer Schriftsteller                                                                  |       |       |
| 18. Mai  | Michiko de Kowa-Tanaka                   | japanisch-österreichische Schauspielerin und Sängerin (Sopran)                                    | 78    |       |
| 18. Mai  | Herbert Nelson                           | deutsch-US-amerikanischer Kabarettist                                                             | 77    |       |
| 19. Mai  | Thuur Camps                              | holländischer Maler und Grafiker                                                                  | 33    |       |
| 19. Mai  | Anatolij Dobrowolskyj                    | sowjetischer Architekt                                                                            | 77    |       |
| 19. Mai  | Kurt Caesar Hoffmann                     | deutscher Marineoffizier und Vizeadmiral im 2. Weltkrieg                                          | 92    |       |
| 19. Mai  | Rudolf Lennert                           | deutscher Pädagoge                                                                                | 83    |       |
| 19. Mai  | Alice Penkala                            | österreichische Schriftstellerin                                                                  | 86    |       |
| 19. Mai  | Anne Lise Schubel                        | deutsche Anatomin und Hochschullehrerin                                                           | 80    |       |
| 19. Mai  | Berthold Speidel                         | deutscher Grünlandsoziologe                                                                       | 75    |       |
| 19. Mai  | Erna Weber                               | deutsche Mathematikerin                                                                           | 90    |       |
| 20. Mai  | René Defossez                            | belgischer Komponist und Dirigent                                                                 | 82    |       |
| 20. Mai  | Hans Grunsky                             | deutscher Philosoph                                                                               | 85    |       |
| 20. Mai  | Andrei Borissowitsch Jumaschew           | sowjetischer Testpilot                                                                            | 86    |       |
| 20. Mai  | László Somogyi                           | ungarischer Dirigent                                                                              | 80    |       |
| 20. Mai  | Víctor Unamuno                           | spanischer Fußballspieler                                                                         | 78    |       |
| 21. Mai  | Harry Babasin                            | US-amerikanischer Jazzmusiker (Bass, auch Cello)                                                  | 67    |       |
| 21. Mai  | Sammy Davis senior                       | US-amerikanischer Sänger                                                                          | 87    |       |
| 21. Mai  | Hansi Dujmic                             | österreichischer Musiker und Schauspieler                                                         | 31    |       |
| 21. Mai  | Elisabeth Flitner                        | deutsche Nationalökonomin und Sozialwissenschaftlerin                                             | 93    |       |
| 21. Mai  | Bruno Frei                               | österreichischer Journalist und Publizist                                                         | 90    |       |
| 21. Mai  | Dino Grandi                              | italienischer Politiker                                                                           | 92    |       |
| 21. Mai  | Barbara Laage                            | französische Schauspielerin                                                                       | 67    |       |
| 21. Mai  | Andreas Liess                            | österreichischer Musikpädagoge, Musikwissenschaftler und Kulturphilosoph                          | 84    |       |
| 21. Mai  | Edd Roush                                | US-amerikanischer Baseballspieler                                                                 | 95    |       |
| 21. Mai  | Helmut Sander                            | deutscher Kommunalpolitiker, Oberbürgermeister von Goslar                                         |       |       |
| 22. Mai  | Giorgio Almirante                        | italienischer Politiker, MdEP                                                                     | 73    |       |
| 22. Mai  | Chucho Martínez Gil                      | mexikanischer Sänger und Komponist                                                                | 70    |       |
| 22. Mai  | Heinrich Zillich                         | deutscher Schriftsteller und Vertriebenenfunktionär                                               | 89    |       |
| 23. Mai  | Aya Kitō                                 | japanische Schriftstellerin                                                                       | 25    |       |
| 23. Mai  | Karl Lindberg                            | schwedischer Skilangläufer                                                                        | 82    |       |
| 23. Mai  | Joseph Neyses                            | deutscher Musiker                                                                                 | 94    |       |
| 23. Mai  | David Schoenbrun                         | US-amerikanischer Journalist und Schriftsteller                                                   | 73    |       |
| 23. Mai  | Roberto Succo                            | italienischer Gewaltverbrecher                                                                    | 26    |       |
| 23. Mai  | Afonso Maria Ungarelli                   | italienischer, römisch-katholischer Ordensgeistlicher und Prälat von Pinheiro                     | 91    |       |
| 24. Mai  | Tom Adair                                | US-amerikanischer Liedtexter, Drehbuchautor und Komponist                                         | 74    |       |
| 24. Mai  | Freddie Frith                            | britischer Motorradrennfahrer                                                                     | 78    |       |
| 24. Mai  | Jamie Hamilton                           | britischer Ruderer und Verleger                                                                   | 87    |       |
| 24. Mai  | Johann Jacobs                            | deutscher Politiker (SPD), MdL                                                                    | 85    |       |
| 24. Mai  | Edgar Charles Johnston                   | australischer Kampfflieger                                                                        | 92    |       |
| 24. Mai  | Ernest Labrousse                         | französischer Historiker für Sozial- und Wirtschaftsgeschichte                                    | 93    |       |
| 24. Mai  | Alexei Fjodorowitsch Lossew              | sowjetischer Philosoph                                                                            | 94    |       |
| 24. Mai  | Josef Ortner                             | österreichischer Politiker (SPÖ), Landtagsabgeordneter, Abgeordneter zum Nationalrat              | 62    |       |
| 24. Mai  | Erich Tamm                               | deutscher Politiker (KPD/SED), Widerstandskämpfer                                                 | 77    |       |
| 24. Mai  | Zhang Chengji                            | chinesischer buddhistischer Gelehrter                                                             | 67    |       |
| 25. Mai  | Thomas Ayck                              | deutscher Dokumentarfilmer, Autor und Journalist                                                  | 48    |       |
| 25. Mai  | Daniel Buscarlet                         | Schweizer evangelischer Geistlicher                                                               | 90    |       |
| 25. Mai  | Erika Guetermann                         | deutsch-amerikanische Journalistin und Lyrikerin                                                  | 92    |       |
| 25. Mai  | Kurt Hickl                               | deutscher SS-Hauptscharführer in KZ Sachsenhausen                                                 | 74    |       |
| 25. Mai  | Mario Luciolli                           | italienischer Diplomat                                                                            | 77    |       |
| 25. Mai  | Georg Nawroth                            | deutscher Maler, Grafiker und Plastiker                                                           | 77    |       |
| 25. Mai  | William Steinmetz                        | US-amerikanischer Eisschnellläufer                                                                | 89    |       |
| 25. Mai  | Karl August Wittfogel                    | deutsch-amerikanischer Soziologe, Philosoph und Sinologe                                          | 91    |       |
| 26. Mai  | Traute Bunje                             | deutsche Architektin                                                                              | 66    |       |
| 26. Mai  | Jules Gales                              | luxemburgischer Fußballspieler                                                                    | 63    |       |
| 26. Mai  | Heinz Kremers                            | deutscher evangelischer Theologe, Hochschullehrer                                                 | 61    |       |
| 26. Mai  | Nicolò Vittori                           | italienischer Ruderer                                                                             | 79    |       |
| 27. Mai  | Otto Bender                              | deutscher Politiker (NSDAP), NSDAP-Kreisleiter im Amtsbezirk Wiesloch, Bürgermeister von Wiesloch | 90    |       |
| 27. Mai  | Bill Bollinger                           | US-amerikanischer Künstler                                                                        | 48    |       |
| 27. Mai  | Hermann Hauser II                        | deutscher Gitarrenbauer                                                                           | 77    |       |
| 27. Mai  | James O’Brien                            | kanadischer Sprinter                                                                              | 62    |       |
| 27. Mai  | Ernst Ruska                              | deutscher Elektrotechniker und Erfinder des Elektronenmikroskops                                  | 81    |       |
| 28. Mai  | Mary Hart Carr                           | US-amerikanische Politikerin                                                                      | 75    |       |
| 28. Mai  | Roger Dusseaulx                          | französischer Politiker, Mitglied der Nationalversammlung                                         | 74    |       |
| 28. Mai  | Felix Morrow                             | US-amerikanischer Kommunist                                                                       | 81    |       |
| 28. Mai  | Sy Oliver                                | US-amerikanischer Jazztrompeter, Arrangeur, Komponist, Sänger und Bandleader                      | 77    |       |
| 28. Mai  | Evelyn Page                              | neuseeländische Malerin                                                                           | 89    |       |
| 28. Mai  | Henri Regnier                            | deutscher Rundfunk- und Fernsehproduzent                                                          | 70    |       |
| 28. Mai  | Olga Sansom                              | neuseeländische Botanikerin                                                                       | 87    |       |
| 28. Mai  | Alfredo Volpi                            | italienisch-brasilianischer Maler                                                                 | 92    |       |
| 29. Mai  | Salim bin Laden                          | saudi-arabischer Investor, Halbbruder von Osama Bin Laden                                         |       |       |
| 29. Mai  | Karl Hornberger                          | deutscher Weitspringer                                                                            | 88    |       |
| 29. Mai  | Henry Johansen                           | norwegischer Fußballspieler                                                                       | 83    |       |
| 29. Mai  | Vladimír Menšík                          | tschechischer Film-, Theater- und Fernsehschauspieler                                             | 58    |       |
| 29. Mai  | Hans Sckommodau                          | deutscher Romanist                                                                                | 82    |       |
| 29. Mai  | Siaka Stevens                            | sierra-leonischer Präsident (1971–1985)                                                           | 82    |       |
| 30. Mai  | Henry Goverts                            | deutscher Verleger und Verlagsgründer                                                             | 96    |       |
| 30. Mai  | Ella Raines                              | US-amerikanische Schauspielerin                                                                   | 67    |       |
| 30. Mai  | Gerd Wunder                              | deutscher Bibliothekar und Landeshistoriker                                                       | 79    |       |
| 31. Mai  | Ömer Lütfi Akadlı                        | türkischer Politiker, Präsident des Verfassungsgerichts der Türkei (1964–1966)                    | 85    |       |
| 31. Mai  | Wilhelm Aschka                           | deutscher Politiker (NSDAP), MdR und SA-Führer                                                    | 88    |       |
| 31. Mai  | Walter Beling                            | deutscher Politiker                                                                               | 89    |       |
| 31. Mai  | Elfriede Dierlamm                        | deutsche Parteifunktionärin der LDPD, Landtagsabgeordnete in Sachsen                              | 85    |       |
| 31. Mai  | Hans Eggers                              | deutscher Sprachwissenschaftler                                                                   | 80    |       |
| 31. Mai  | Ernst Magerl                             | österreichischer Politiker (CSP), Landtagsabgeordneter                                            | 92    |       |
| 31. Mai  | Gerd Ripkens                             | deutscher Politiker, MdL                                                                          | 59    |       |
| 31. Mai  | Tursunbaj Uldschabajewitsch Uldschabajew | tadschikischer Politiker (Tadschikische SSR)                                                      | 72    |       |
| Mai      | Max Michel                               | Filmschauspieler und Regisseur                                                                    | 78    |       |

## Juni
| Tag      | Name                                    | Beruf, bekannt als                                                                                              | Alter | Beleg |
| -------- | --------------------------------------- | --- | ----- | ----- |
| 1. Juni  | Tessa Davies                            | britische Szenenbildnerin                                                                                       |       |       |
| 1. Juni  | Herbert Feigl                           | österreichisch-amerikanischer Philosoph                                                                         | 85    |       |
| 1. Juni  | Luis Franco                             | argentinischer Schriftsteller                                                                                   | 89    |       |
| 2. Juni  | Adolphus Alsbrook                       | US-amerikanischer Jazz-Musiker                                                                                  | 76    |       |
| 2. Juni  | Werner Blunck                           | deutscher Politiker (FDP), MdL Niedersachsen                                                                    | 87    |       |
| 2. Juni  | Walter Clénin                           | Schweizer Künstler und Professor für bildende Kunst                                                             | 91    |       |
| 2. Juni  | Fred Dolder                             | Schweizer Ballonflugpionier (Aeronaut)                                                                          | 89    |       |
| 2. Juni  | Josef Romualdowitsch Grigulewitsch      | sowjetischer Agent, Diplomat und Historiker                                                                     | 75    |       |
| 2. Juni  | Horace A. Hildreth                      | US-amerikanischer Politiker (Republikanische Partei), Gouverneur von Maine                                      | 85    |       |
| 2. Juni  | Raj Kapoor                              | indischer Filmschauspieler, Filmregisseur und Filmproduzent                                                     | 63    |       |
| 2. Juni  | Eduard Kirwald                          | deutscher Forstwissenschaftler, Landschaftsökologe, und Ingenieurbiologe                                        | 88    |       |
| 2. Juni  | Davey Moore                             | US-amerikanischer Boxer und Weltmeister der WBA im Halbmittelgewicht                                            | 28    |       |
| 2. Juni  | Jean-Rémy Palanque                      | französischer Kirchenhistoriker, Hochschullehrer                                                                | 90    |       |
| 2. Juni  | Max Reimer                              | deutscher Politiker, MdHB                                                                                       | 62    |       |
| 2. Juni  | Nasib Gajasowitsch Schiganow            | tatarischer Komponist                                                                                           | 77    |       |
| 3. Juni  | Alexandre Bennigsen                     | russisch-französischer Historiker                                                                               | 75    |       |
| 3. Juni  | Jim Brewer                              | US-amerikanischer Bluesmusiker                                                                                  | 67    |       |
| 3. Juni  | Bernd Cibis                             | deutscher Schriftsteller                                                                                        | 66    |       |
| 3. Juni  | Manfred Kastner                         | deutscher Maler und Bildhauer des Surrealismus in der DDR                                                       | 45    |       |
| 3. Juni  | Anna Mahler                             | österreichische Bildhauerin                                                                                     | 83    |       |
| 3. Juni  | Franz Ortner                            | österreichischer Journalist                                                                                     | 66    |       |
| 3. Juni  | Renzo Palmer                            | italienischer Schauspieler                                                                                      | 58    |       |
| 3. Juni  | Clementinus Schutijser                  | 68. Generalminister des Kapuzinerordens                                                                         | 79    |       |
| 3. Juni  | Brian Spencer                           | kanadischer Eishockeyspieler                                                                                    | 38    |       |
| 3. Juni  | Virgílio Távora                         | brasilianischer Politiker und Offizier                                                                          | 68    |       |
| 3. Juni  | Arie Vooren                             | niederländischer Radrennfahrer                                                                                  | 65    |       |
| 3. Juni  | Carl Wagener                            | deutscher Generalmajor im 2. Weltkrieg                                                                          | 86    |       |
| 4. Juni  | Marcelle Bard                           | Schweizer evangelische Geistliche und Frauenrechtlerin                                                          | 85    |       |
| 4. Juni  | Douglas Nicholls                        | australischer Sportler, Gouverneur von South Australia und Pastor                                               | 81    |       |
| 4. Juni  | Allan Reuss                             | US-amerikanischer Jazzgitarrist                                                                                 | 72    |       |
| 4. Juni  | Berthold Schulze                        | deutscher Schauspieler                                                                                          | 58    |       |
| 5. Juni  | James H. Gildea                         | US-amerikanischer Politiker                                                                                     | 97    |       |
| 5. Juni  | Bengt Janus                             | dänischer Jugendbuch-, Krimi- und Drehbuchautor                                                                 | 67    |       |
| 5. Juni  | Augustine Kim Jae Deok                  | koreanischer römisch-katholischer Erzbischof und Apostolischer Vikar                                            | 87    |       |
| 5. Juni  | Else Kröner                             | deutsche Unternehmerin, Geschäftsführerin der Fresenius SE und Stifterin                                        | 63    |       |
| 5. Juni  | David Richmond Newth                    | britischer Zoologe und Hochschullehrer                                                                          | 66    |       |
| 6. Juni  | Kurt Delkeskamp                         | deutscher Entomologe                                                                                            | 86    |       |
| 6. Juni  | Hans-Klaus Fingerle                     | deutscher Flottenadmiral der Bundesmarine                                                                       | 80    |       |
| 6. Juni  | Jacques Ledoux                          | belgischer Filmhistoriker und Archivar                                                                          |       |       |
| 6. Juni  | Joe Partridge                           | simbabwischer Cricketspieler                                                                                    | 55    |       |
| 6. Juni  | Franz Spillmann                         | österreichischer Paläontologe                                                                                   | 87    |       |
| 6. Juni  | Odilio Urfé                             | kubanischer Pianist, Flötist, Dirigent und Musikwissenschaftler                                                 | 66    |       |
| 7. Juni  | Alexander Aigner                        | österreichischer Mathematiker                                                                                   | 79    |       |
| 7. Juni  | Octave Joly                             | belgischer Journalist und Comicautor                                                                            | 78    |       |
| 7. Juni  | Alfred Krause                           | deutscher Politiker, MdA                                                                                        | 72    |       |
| 7. Juni  | Herbert Marzian                         | deutscher Redakteur und Publizist                                                                               | 66    |       |
| 7. Juni  | Martin Sommer                           | deutscher Aufseher im KZ Buchenwald und SS-Hauptscharführer                                                     | 73    |       |
| 8. Juni  | Jørgen Gersing                          | dänischer Jurist und Richter am EGMR                                                                            | 60    |       |
| 8. Juni  | Sture Hållberg                          | schwedischer Boxer                                                                                              | 70    |       |
| 8. Juni  | Peter Hergert                           | deutscher Parteifunktionär (NSDAP), Mitglied des Provinziallandtages der Provinz Hessen-Nassau                  | 88    |       |
| 8. Juni  | Otto Hofmann-Wellenhof                  | österreichischer Schriftsteller und Politiker (ÖVP), Landtagsabgeordneter, Mitglied des Bundesrates             | 79    |       |
| 8. Juni  | Yvonne Hubert                           | kanadische Pianistin und Musikpädagogin                                                                         | 93    |       |
| 8. Juni  | Roger Lyndon                            | US-amerikanischer Mathematiker                                                                                  | 70    |       |
| 8. Juni  | Wadim Jefimowitsch Masljajew            | russischer Architekt und Hochschullehrer                                                                        | 74    |       |
| 8. Juni  | Lotti Ruckstuhl-Thalmessinger           | Schweizer Juristin und Frauenrechtlerin                                                                         | 87    |       |
| 8. Juni  | Ernst Sauer                             | deutscher Bildhauer                                                                                             | 65    |       |
| 9. Juni  | Willy Bartsch                           | deutscher Politiker, MdA, MdB                                                                                   | 83    |       |
| 9. Juni  | Hugo Bressane de Araújo                 | brasilianischer Geistlicher und römisch-katholischer Bischof von Marília                                        | 88    |       |
| 9. Juni  | Heinz-Joachim Ewert                     | deutscher Filmproduktionsleiter                                                                                 | 79    |       |
| 9. Juni  | Willi Kohlhoff                          | deutscher Comiczeichner und -autor                                                                              | 82    |       |
| 9. Juni  | Karl Kraus                              | deutscher theoretischer Physiker                                                                                | 50    |       |
| 9. Juni  | Günter Prodöhl                          | deutscher Autor                                                                                                 | 68    |       |
| 9. Juni  | Willy Seiler                            | deutscher Schauspieler, Sänger und Moderator                                                                    | 57    |       |
| 9. Juni  | Irmgard Wurmbrand                       | österreichische Schriftstellerin                                                                                | 81    |       |
| 9. Juni  | Ferdynand Zweig                         | polnischer Ökonom und Soziologe                                                                                 | 91    |       |
| 10. Juni | Arthur Gary Bishop                      | US-amerikanischer Serienmörder                                                                                  |       |       |
| 10. Juni | Franz Josef Delonge                     | deutscher Rechtsanwalt und Kommunalpolitiker (CSU)                                                              | 60    |       |
| 10. Juni | Rudolph Dunbar                          | britischer Jazz- und Unterhaltungsmusiker, später Komponist und Dirigent                                        | 89    |       |
| 10. Juni | Odd Eidem                               | norwegischer Schriftsteller                                                                                     | 74    |       |
| 10. Juni | Raquel Forner                           | argentinische Malerin                                                                                           | 86    |       |
| 10. Juni | Louis L’Amour                           | US-amerikanischer Schriftsteller                                                                                | 80    |       |
| 10. Juni | William Ross, Baron Ross of Marnock     | britischer Politiker (Labour), Mitglied des House of Commons                                                    | 77    |       |
| 10. Juni | Josep Tarradellas                       | spanischer Politiker, Regierungschef Kataloniens (1954–1980)                                                    | 89    |       |
| 11. Juni | Rolf Fricke                             | deutscher Nationalökonom und Hochschullehrer                                                                    | 91    |       |
| 11. Juni | Herbert Grohmann                        | deutscher Mediziner und Rassenhygieniker                                                                        | 79    |       |
| 11. Juni | Hans Hubberten                          | deutscher Drehbuchautor                                                                                         | 58    |       |
| 11. Juni | János Reznák                            | ungarischer Ringer                                                                                              | 57    |       |
| 11. Juni | Giuseppe Saragat                        | italienischer Politiker                                                                                         | 89    |       |
| 12. Juni | Eugenie Baird                           | US-amerikanische Sängerin                                                                                       | 63    |       |
| 12. Juni | Jean-Daniel Chapuis                     | Schweizer evangelischer Geistlicher                                                                             | 66    |       |
| 12. Juni | Georg Hochgesang                        | deutscher Fußballspieler                                                                                        | 90    |       |
| 12. Juni | Zuzana Kočová                           | tschechoslowakische Schauspielerin und Schriftstellerin                                                         | 65    |       |
| 12. Juni | Gennadi Alexandrowitsch Krasnizki       | sowjetischer Fußballspieler und -trainer                                                                        | 47    |       |
| 12. Juni | Marcel Poot                             | belgischer Komponist und Hochschullehrer                                                                        | 87    |       |
| 12. Juni | Bernhard Schott                         | deutscher evangelisch-lutherischer Pfarrer und Lieddichter                                                      | 84    |       |
| 12. Juni | Emil Telmányi                           | ungarischer Geiger und Dirigent                                                                                 | 95    |       |
| 12. Juni | Gérard Wiarda                           | niederländischer Rechtswissenschaftler, Richter am Hohen Rat der Niederlande und am Europäischen Gerichtshof... | 81    |       |
| 12. Juni | Franz Zingerle                          | österreichischer Skirennläufer                                                                                  | 79    |       |
| 13. Juni | Endre Bíró                              | ungarischer Biochemiker                                                                                         | 69    |       |
| 13. Juni | Lucien Cardin                           | kanadischer Politiker                                                                                           | 69    |       |
| 13. Juni | Richard-Heinrich Giese                  | deutscher Astrophysiker und Autor                                                                               | 56    |       |
| 13. Juni | Heinrich Lützeler                       | deutscher Kunsthistoriker, Professor der Philosophie, Kunstgeschichte und Literaturwissenschaft                 | 86    |       |
| 13. Juni | Douglas Neame                           | britischer Hürdenläufer                                                                                         | 86    |       |
| 13. Juni | Bill Rooney                             | US-amerikanischer American-Football-Spieler                                                                     | 91    |       |
| 13. Juni | Robert Saint-Pé                         | französischer Hammerwerfer                                                                                      | 88    |       |
| 14. Juni | Robert R. Barry                         | US-amerikanischer Jurist und Politiker                                                                          | 73    |       |
| 14. Juni | Luzi Bergamin                           | Schweizer Ländlermusikant und Komponist                                                                         | 86    |       |
| 14. Juni | Sara Gallardo                           | argentinische Schriftstellerin                                                                                  |       |       |
| 14. Juni | Emilia Gastón                           | erste Esperanto-Muttersprachlerin                                                                               | 84    |       |
| 14. Juni | Ruth Gruhn                              | deutsche Tierzüchterin und Hochschullehrerin                                                                    | 80    |       |
| 14. Juni | Karl Imfeld                             | Schweizer Maler                                                                                                 | 86    |       |
| 15. Juni | Frank A. Beach                          | US-amerikanischer Biopsychologe und Professor                                                                   | 77    |       |
| 15. Juni | Hans Blöcker                            | deutscher Politiker, MdL, MdB                                                                                   | 90    |       |
| 15. Juni | Jan Ehrenwald                           | US-amerikanischer Psychiater                                                                                    | 88    |       |
| 15. Juni | José Rafael Meza                        | costa-ricanischer Fußballspieler                                                                                | 67    |       |
| 15. Juni | Oskar Ospelt                            | liechtensteinischer Leichtathlet und Olympiateilnehmer                                                          | 79    |       |
| 15. Juni | George Ward, 1. Viscount Ward of Witley | britischer Politiker, Unterhausabgeordneter und Peer                                                            | 80    |       |
| 16. Juni | Jens Brenke                             | deutscher Kabarettist                                                                                           |       |       |
| 16. Juni | Annelies Burmeister                     | deutsche Sängerin                                                                                               | 59    |       |
| 16. Juni | Per Edfeldt                             | schwedischer Sprinter                                                                                           | 73    |       |
| 16. Juni | Hans Ulrich Eberle                      | deutscher Bibliothekar                                                                                          | 60    |       |
| 16. Juni | José Fernández-Villaverde               | spanischer Diplomat                                                                                             | 86    |       |
| 16. Juni | Wilford Leach                           | US-amerikanischer Theaterregisseur, Bühnenbildner, Filmregisseur und Drehbuchautor                              | 58    |       |
| 16. Juni | Kim Milford                             | US-amerikanischer Schauspieler                                                                                  | 37    |       |
| 16. Juni | Irms Pauli                              | deutsche Kostümbildnerin                                                                                        | 61    |       |
| 16. Juni | Rudi Rischbeck                          | deutscher Jazz- und Unterhaltungsmusiker                                                                        | 85    |       |
| 16. Juni | Johann Schädler                         | liechtensteinischer Rennrodler                                                                                  | 49    |       |
| 17. Juni | Elizabeth Lane                          | englische Anwältin und Richterin                                                                                | 82    |       |
| 17. Juni | Jack Leonard                            | US-amerikanischer Sänger                                                                                        |       |       |
| 17. Juni | Guri Madhi                              | albanischer Maler und Schauspieler                                                                              | 67    |       |
| 17. Juni | Herbert Mühlstädt                       | deutscher Autor (DDR) historischer Kinder- und Jugendliteratur                                                  | 68    |       |
| 17. Juni | Paul Prigl                              | österreichischer Politiker (SPÖ), Landtagsabgeordneter                                                          | 67    |       |
| 17. Juni | Paul Willert                            | deutscher Musikwissenschaftler und Sänger (Bariton)                                                             | 86    |       |
| 18. Juni | Archie Cochrane                         | britischer Epidemiologe und Begründer der Evidenzbasierten Medizin                                              | 79    |       |
| 18. Juni | Rudolf Kanka                            | deutscher Maler und Grafiker                                                                                    | 88    |       |
| 18. Juni | Kjell Kleppe                            | norwegischer Biochemiker                                                                                        | 53    |       |
| 28. Juni | Fernand Pousse                          | französischer Automobilrennfahrer                                                                               | 88    |       |
| 18. Juni | E. Hoffmann Price                       | US-amerikanischer Science-Fiction-Autor                                                                         | 89    |       |
| 19. Juni | Rudolf Baumann                          | deutscher Arzt und Physiologe                                                                                   | 76    |       |
| 19. Juni | Jasmin Feige                            | deutsche Weit- und Hochspringerin                                                                               | 28    |       |
| 19. Juni | William Harold Hutt                     | britischer Ökonom                                                                                               | 88    |       |
| 19. Juni | Marie Logoreci                          | albanische Film- und Theaterschauspielerin und Sängerin                                                         | 67    |       |
| 19. Juni | Witalis Ludwiczak                       | polnischer Eishockeyspieler und -trainer sowie Ruderer sowie Hochschullehrer                                    | 78    |       |
| 19. Juni | Gladys Spellman                         | US-amerikanische Politikerin                                                                                    | 70    |       |
| 19. Juni | Aaly Tokombajew                         | kirgisischer Dichter                                                                                            | 83    |       |
| 20. Juni | Alex Bein                               | deutsch-jüdischer Historiker und Archivar                                                                       | 85    |       |
| 20. Juni | Andrea Gaggero                          | italienischer katholischer Priester                                                                             | 72    |       |
| 21. Juni | Stefan Baretzki                         | deutscher SS-Sturmmann in Auschwitz                                                                             | 69    |       |
| 21. Juni | Trutz Beckert                           | deutscher Fernsehjournalist und -moderator                                                                      | 43    |       |
| 21. Juni | John Duncan senior                      | US-amerikanischer Politiker                                                                                     | 69    |       |
| 21. Juni | Rudolf Freundlich                       | österreichischer Philosoph                                                                                      | 77    |       |
| 21. Juni | Leo Leino                               | finnischer Zehnkämpfer                                                                                          | 88    |       |
| 22. Juni | Bramwell Fletcher                       | britischer Schauspieler                                                                                         | 84    |       |
| 22. Juni | Rose Franken                            | US-amerikanische Autorin von Romanen, Theaterstücken und Drehbüchern                                            | 92    |       |
| 22. Juni | Leonard Matlovich                       | US-amerikanischer LGBT-Aktivist                                                                                 | 44    |       |
| 22. Juni | Burrill Phillips                        | US-amerikanischer Komponist und Musikpädagoge                                                                   | 80    |       |
| 23. Juni | Andrei Glanzmann                        | rumänischer Fußballspieler                                                                                      | 81    |       |
| 23. Juni | José Joaquim Gonçalves                  | brasilianischer Geistlicher, römisch-katholischer Bischof von Cornélio Procópio                                 | 70    |       |
| 23. Juni | Martin Gregor-Dellin                    | deutscher Schriftsteller                                                                                        | 62    |       |
| 23. Juni | Udo Krause                              | deutscher Journalist und Jurist                                                                                 | 55    |       |
| 23. Juni | Liang Shuming                           | chinesischer Philosoph                                                                                          | 94    |       |
| 23. Juni | Henry Murray                            | US-amerikanischer Psychologe                                                                                    | 95    |       |
| 23. Juni | Jan Wodyński                            | polnischer Maler                                                                                                | 84    |       |
| 24. Juni | Marta Abba                              | italienische Schauspielerin                                                                                     | 87    |       |
| 24. Juni | Bùi Xuân Phái                           | vietnamesischer Maler                                                                                           | 67    |       |
| 24. Juni | Dorothea Carrera                        | deutsche Schauspielerin und Hörspielsprecherin                                                                  | 46    |       |
| 24. Juni | Emil Hille                              | deutscher Maler und Grafiker                                                                                    | 77    |       |
| 24. Juni | Csaba Kesjár                            | ungarischer Automobilrennfahrer                                                                                 | 26    |       |
| 24. Juni | Kurt Pratsch-Kaufmann                   | deutscher Schauspieler und Synchronsprecher                                                                     | 81    |       |
| 24. Juni | Liselotte Thomamüller                   | deutsche Opernsängerin                                                                                          | 79    |       |
| 25. Juni | Jean Boffety                            | französischer Kameramann                                                                                        | 63    |       |
| 25. Juni | Mildred Gillars                         | US-amerikanische Radiomoderatorin                                                                               | 87    |       |
| 25. Juni | Hillel Slovak                           | US-amerikanischer Musiker                                                                                       | 26    |       |
| 25. Juni | Jimmy Soul                              | US-amerikanischer Popsänger                                                                                     | 45    |       |
| 25. Juni | Svavar Guðnason                         | isländischer expressionistischer Maler und Mitglied der Künstlervereinigung CoBrA                               | 78    |       |
| 26. Juni | Gunnar Andersen                         | norwegischer Skispringer                                                                                        | 79    |       |
| 26. Juni | Hans Urs von Balthasar                  | Schweizer katholischer Theologe und Kardinal                                                                    | 82    |       |
| 26. Juni | Demetrio Balestra                       | Schweizer Notar und Oberst                                                                                      | 86    |       |
| 26. Juni | Gyula Gyenes                            | ungarischer Sprinter                                                                                            | 77    |       |
| 26. Juni | Heinrich Heim                           | deutscher nationalsozialistischer Jurist                                                                        | 88    |       |
| 26. Juni | Ludovik Jakova                          | albanischer Fußballspieler und -trainer                                                                         | 76    |       |
| 26. Juni | Karl Kollmann                           | deutscher Ingenieur und Hochschullehrer                                                                         | 85    |       |
| 26. Juni | Aparicio Méndez                         | uruguayischer Politiker und Präsident von Uruguay                                                               | 83    |       |
| 26. Juni | Alejandro Mestre Descals                | spanischer Ordensgeistlicher, Koadjutorerzbischof von La Paz                                                    | 75    |       |
| 26. Juni | Anton Miller                            | deutscher Unternehmer und Politiker (CDU der SBZ, CSU), MdV, MdB                                                | 88    |       |
| 26. Juni | Hans Rosenberg                          | deutscher Historiker                                                                                            | 84    |       |
| 26. Juni | Curt Schweicher                         | deutscher Kunsthistoriker und Museumsdirektor                                                                   | 79    |       |
| 26. Juni | Karl Wilhelm Struve                     | deutscher Vor- und Frühgeschichtler                                                                             | 71    |       |
| 26. Juni | Eva Stünke                              | Kunsthistorikerin, Gründerin und Eigentümerin der Kölner Galerie Der Spiegel                                    | 75    |       |
| 26. Juni | Paul Wetzler                            | österreichischer Diplomat                                                                                       | 82    |       |
| 27. Juni | Léonie Adams                            | US-amerikanische Autorin und Hochschullehrerin                                                                  | 88    |       |
| 27. Juni | Gerd Ehlers                             | deutscher Schauspieler                                                                                          | 64    |       |
| 27. Juni | Heinrich Gerlach                        | deutscher Militär, Marineoffizier (zuletzt Befehlshaber der Flotte)                                             | 81    |       |
| 27. Juni | Wassili Semjonowitsch Jemeljanow        | sowjetischer Manager                                                                                            | 87    |       |
| 27. Juni | Heinz Rehfuss                           | deutsch-Schweizer Opernsänger Bassbariton                                                                       | 71    |       |
| 27. Juni | Fritz Schörnich                         | deutscher Fußballschiedsrichter                                                                                 | 66    |       |
| 27. Juni | Christian Schulte                       | deutscher SS-Obersturmführer und verurteilter Kriegsverbrecher                                                  | 75    |       |
| 27. Juni | John Ter-Tadewosjan                     | sowjetisch-armenischer Komponist und Violinist                                                                  | 61    |       |
| 27. Juni | Andrzej Trochanowski                    | polnischer Radrennfahrer                                                                                        | 55    |       |
| 27. Juni | Louis Versyp                            | belgischer Fußballspieler und -trainer                                                                          | 79    |       |
| 28. Juni | Walter Horace Bruford                   | britischer Germanist                                                                                            | 93    |       |
| 28. Juni | Hans-Richard Hirschfeld                 | deutscher Botschafter                                                                                           | 87    |       |
| 28. Juni | Heinrich Knust                          | deutscher Maler                                                                                                 | 81    |       |
| 28. Juni | Owen McCoy                              | britischer Ordensgeistlicher, römisch-katholischer Bischof von Oyo                                              | 80    |       |
| 28. Juni | Iris Origo                              | irisch-US-amerikanische Schriftstellerin und Historikerin                                                       | 85    |       |
| 28. Juni | Frithjof Paulsen                        | norwegischer Eisschnellläufer                                                                                   | 92    |       |
| 28. Juni | Kurt Raab                               | deutscher Schauspieler                                                                                          | 46    |       |
| 29. Juni | Franciszka Themerson                    | polnische, später britische Malerin, Illustratorin, Bühnenbildnerin und Filmemacherin                           | 81    |       |
| 29. Juni | Bruno Thomas                            | österreichischer Kunsthistoriker und Waffenkundler                                                              | 78    |       |
| 29. Juni | Heinrich Winter                         | deutscher Winzer und Kommunalpolitiker                                                                          | 91    |       |
| 30. Juni | Pete Backor                             | kanadischer Eishockeyspieler und Trainer                                                                        | 69    |       |
| 30. Juni | Alan W. Bishop                          | britischer Ingenieur für Grundbau und Bodenmechanik                                                             | 68    |       |
| 30. Juni | Johanna Hofer                           | deutsche Schauspielerin                                                                                         | 91    |       |
| 30. Juni | Michail Alexandrowitsch Kriwoglas       | ukrainischer Physiker                                                                                           | 59    |       |
| 30. Juni | Karl Wilhelm Ochs                       | deutscher Architekt und Hochschullehrer                                                                         | 92    |       |
| 30. Juni | Bernd Oles                              | deutscher Fußballtrainer                                                                                        | 67    |       |
| 30. Juni | Hugo Rohleder                           | deutscher Maler                                                                                                 | 91    |       |
| 30. Juni | Rudolf Georg Strey                      | deutsch-namibischer Botaniker und Landwirt                                                                      | 81    |       |